# Synallaxe inca
Asthenes urubambensis
Espèce
Statut de conservation UICN

 NT  : Quasi menacé
Le Synallaxe inca (Asthenes urubambensis) est une espèce d'oiseaux de la famille des Furnariidae.

## Répartition
Cette espèce vit en Bolivie et au Pérou.

## Liste des sous-espèces
Selon la classification de référence du Congrès ornithologique international (version 3.3, 2013) :
- sous-espèce Asthenes urubambensis huallagae (Zimmer, JT, 1924)
- sous-espèce Asthenes urubambensis urubambensis (Chapman, 1919)